# Formelsammlung des Markulf
Die Formelsammlung des Markulf oder die Marculfi Formulae ist eine bedeutende Sammlung von Königs- und Privaturkunden, die Auskunft und Anweisungen über das Recht und die Verwaltung der späten Merowingerzeit, insbesondere über das Gewohnheitsrecht gibt. Verfasst wurden sie von Markulf, der sich im Prolog selbst als über 70-jährigen Mönch vorstellt.

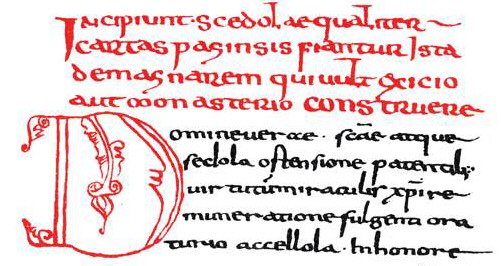
Aus der Handschrift Voss. Lat. O. 86, Universitätsbibliothek Leiden

## Entstehungszeit
Markulf schreibt im Prolog, er habe das Werk einem Bischof Landerich gewidmet. Die Identifizierung dieses Bischofs ist bis heute in der Forschung umstritten, da sowohl Bischof Landerich von Paris (ca. 650–656), als auch Bischof Landerich von Meaux (Ende des 7./Anfang des 8. Jahrhunderts) in Frage kommen. In einer der erhaltenen Handschriften wird zudem der Name Landerich gegen einen – bisher nicht identifizierten – Aeglidulf ausgetauscht.
So bleiben zur Datierung nur inhaltliche Anhaltspunkte. Diese sind Anspielungen auf die politischen Verhältnisse in der Zeit zwischen den Jahren 630 und 640 und einige sprachliche Besonderheiten, die auf die Zeit nach 688 hinweisen. Die erste nachweisbare Benutzung der Formelsammlung fand nicht vor den 720er Jahren statt (siehe Rezeption). Neuere Untersuchungen der Texte durch Alf Uddholm und Ingrid Heidrich (siehe Literaturliste) sprechen daher übereinstimmend von einer Entstehungszeit der Formelsammlung gegen Ende des 7. Jahrhunderts.

## Inhalt
Im Sprachgebrauch der frühmittelalterlichen Kanonistik und der päpstlichen Kurie sowie der zeitgenössischen Rechtspraxis versteht man unter „Formel“ (lat. forma) einen für gleichartige Fälle im Wortlaut festgelegten Urkundentext, in den nur noch Namen, Datierung und Ortsangaben eingesetzt werden müssen, also eine Vorform des Formulars. Auch Mustertexte (lat. formula) für Briefe und Urkunden fallen darunter.
Als vorbildlich empfundene Formeln wurden für den Gebrauch in der Kanzlei gesammelt und – geordnet oder ungeordnet – zusammengefasst: In diesem Fall spricht man von einer „Formelsammlung“ (lat. formularium).
Markulf selbst schreibt, er habe sein Werk zu Unterrichtszwecken (ad exercenda initia puerorum) verfasst. Bemerkenswert an seiner Formelsammlung ist die sehr systematische Ausführung, die sich über die durch Indices übersichtlich gestaltete Einteilung, die generelle Tilgung von Namen und die Kürzung gebräuchlicher Formeln auszeichnet. Markulf verfügte darüber hinaus über einen weiten juristischen Horizont.
Seine Sammlung ist in zwei Teile untergliedert: Teil 1 befasst sich mit 40 Königsurkunden (lat. cartae regales), die wohl salfränkischem Recht folgen, und Teil 2 besteht aus 52 Privaturkunden (lat. cartae pagenses), die terminologisch Anleihen im römischen Recht finden. Einige Handschriften verfügen noch zusätzlich über ergänzende Texte aus der ausgehenden Merowingerzeit. Die Sammlung wurde in der Zeit Karls des Großen umgearbeitet und ergänzt.
Markulfs Sammlung stellt eine wertvolle Ergänzung zu den wenigen aus der merowingischen Zeit erhaltenen Königsurkunden dar. Der Autor selbst besaß so gute Kenntnisse der damaligen Rechtsverhältnisse, dass die Vermutung nahe liegt, er wäre vor seinem Eintritt in ein Kloster im Dienst einer königlichen Kanzlei gestanden.
Die im zweiten Teil seines Buches gesammelten Privaturkunden sind eine wichtige Quelle für das fränkische Gewohnheitsrecht.

## Rezeption
Angewandt wurde die Formelsammlung des Markulf in Franken (insbesondere im westfränkischen und salfränkischen Raum), sowie in Burgund und Alemannien (so zum Beispiel auf der Reichenau).
Die erste sichere Benutzung der Formulae Marculfi glaubte man bis vor wenigen Jahren noch in einer Urkunde Theuderichs IV. für das Kloster Saint-Bertin vom 10. November 721 entdecken zu können. Seit der Neuausgabe der merowingischen Königsurkunden durch Theo Kölzer im Rahmen der MGH im Jahre 2001 weiß man jedoch, dass diese Urkunde gefälscht ist – genauso wie eine Urkunde Childerichs III. für Stablo-Malmedy von 743/747, die ebenfalls die Formulae Marculfi zu benutzen schien.
Daraus lässt sich folgern, dass die merowingische Königskanzlei offenbar bis zum Ende der Dynastie 751 mit geschultem Personal besetzt war, das eine solche Formelsammlung nicht benötigte – und zwar im Gegensatz zur Kanzlei der arnulfingischen Hausmeier: denn die erste sichere Benutzung der Formulae Marculfi, die sich dort nachweisen lässt, ist eine Urkunde Karl Martells für das Kloster Saint-Denis vom 17. September 741. Möglicherweise greift zudem schon ein Schutzbrief Karl Martells für Bonifatius von etwa 723 auf Markulf zurück.
Markulfs Formelsammlung hatte Einfluss auf diverse weitere Formelsammlungen, wie zum Beispiel die aus dem salischen Gebiet stammenden Sammlungen Formulae Salicae Bignonianae, Formulae Salicae Merkelianae und Formulae Salicae Lindenbrogianae. Auch eine Formelsammlung aus der Mitte des 8. Jahrhunderts aus Tours sowie die wenig später entstandene Formelsammlung aus dem burgundischen Flavigny benutzt die Sammlung des Markulf. Die Formelsammlungen aus Sens, die der Frühzeit Karls des Großen und der Zeit Ludwigs des Frommen zugehören, weisen ebenfalls auf eine Benutzung der Sammlung des Markulf hin.

## Handschriften
Ein Original aus Markulfs Zeit existiert nicht mehr; aus dem 9. und 10. Jahrhundert sind noch 7 Abschriften erhalten. Sie befinden sich in
- der Universitätsbibliothek Leiden: Signatur Bibl. Publ. Lat. 114 und Voss. Lat. O. 86 (beide 9. Jahrhundert)
- der Bibliothèque nationale de France in Paris: Signatur Lat. 4627, Lat. 10756 (beide 9. Jahrhundert), und Lat. 2123 (aus dem 8./9. Jahrhundert mit Nachträgen aus dem 10./11. Jahrhundert)
- der Dänischen Königlichen Bibliothek in Kopenhagen: Signatur Coll. Fabricii 84 8° (9. Jahrhundert)
- der Bayerischen Staatsbibliothek in München: Signatur Clm 4650 (Ende des 9. Jahrhunderts)

### Textausgaben
- Alf Uddholm: Formulae Marculfi libri duo, Lund 1962 (mit französischer Übersetzung der Texte). Rezension
- Karl Zeumer: Formulae Merowingici et Karolini aevi, (= Monumenta Germaniae Historica: Leges; Formulae; 1), Hannover 1963 (= Nachdruck der Ausgabe Hannover 1886). DFG, dMGH

### Lexika
- Hans-Jürgen Becker: Formel, Formular, Formelsammlung, in: Handwörterbuch zur deutschen Rechtsgeschichte, Band 1, Berlin 1971, Spalte 1157–1163, ISBN 3-503-00015-1
- Gerhard Schmitz: Formel, Formular, Formelsammlung, in: Handwörterbuch zur deutschen Rechtsgeschichte,  Band 1, 2. Aufl., Berlin 2008, Spalte 1616–1626, ISBN 978-3-503-07912-4
- Karin Nehlsen-von Stryk: Marculf (Marculfi Formulae), in: Handwörterbuch zur deutschen Rechtsgeschichte, Band 3, Berlin 1984, Spalte 270–274 ISBN 3-503-00015-1
- Ulrich Nonn: Formel, -sammlungen, -bücher; III. Frühmittelalter, in: Lexikon des Mittelalters, Band 4, München 2002, Spalte 648–649 ISBN 3-423-59057-2

### Sekundärliteratur
- Franz Beyerle: Das Formelbuch des westfränkischen Mönchs Markulf und Dagoberts Urkunde für Rebais a. 635, in: Deutsches Archiv für Erforschung des Mittelalters 9, 1952, S. 43–58.
- Franz Beyerle: Das Formel-Schulbuch Merkulfs, in: Aus Verfassungs- und Landesgeschichte. Festschrift zum 70. Geburtstag von Theodor Mayer. Dargebracht von seinen Freunden und Schülern, Band 2, Lindau, Konstanz 1955, S. 365–389.
- Eugen Ewig: Markulfs Formular "De privilegio" und die merowingischen Bischofsprivilegien, in: Hubert Mordek (Hrsg.): Aus Archiven und Bibliotheken. Festschrift für Raimund Kottje zum 65. Geburtstag (= Freiburger Beiträge zur Mittelalterlichen Geschichte. Studien und Texte. Band 3), Frankfurt/Main 1992, S. 51–69.
- Ingrid Heidrich: Titulatur und Urkunden der arnulfingischen Hausmeier, in: Archiv für Diplomatik, Schriftgeschichte, Siegel- und Wappenkunde, Band 11/12, 1965/66.
- Bruno Krusch: Ursprung und Text von Markulfs Formelsammlung, in: Nachrichten der Göttinger Gelehrten Gesellschaft, Phil.-Hist. Klasse. 1916, S. 231–274.
- Wilhelm Levison: Zu Marculfs Formularbuch, in: Neues Archiv 50, 1935, S. 616–619.
- Heinrich Sproemberg: Marculf und die fränkische Reichskanzlei, in: Neues Archiv 47, 1928, S. 77–142.
- Alf Uddholm: Formulae Marculfi. Études sur la langue et le style, Uppsala 1954.
- Alf Uddholm: Les traits dialectaux de la langue des actes mérovingiens et le formulaire de Marculf, in: Archivum latinitatis medii aevi 25, 1955, S. 47–69.
- Alf Uddholm: Le texte des Formulae Marculfi, in: Eranos. Acta philologica Suecana a Vilelmo Lundström condita 55, 1957, S. 38–59.
- Heinz Zatschek: Die Benützung der Formulae Marculfi und anderer Formularsammlungen in den Privaturkunden des 8. bis 10. Jahrhunderts, in: Mitteilungen des Instituts für Österreichische Geschichtsforschung. Band 42, 1927, S. 165–267.
- Karl Zeumer: Über die älteren fränkischen Formelsammlungen, in: Neues Archiv 6, 1881, S. 9–115.
- Karl Zeumer: Zur Herkunft der Markulfischen Formeln. Eine Antwort an G. Caro, in: Neues Archiv 30, 1905, S. 716–719.